# Battaglia della Croce del Travaglio
La battaglia della Croce del Travaglio fu combattuta il 19 gennaio 1369 tra l'esercito del Sacro Romano Impero, guidato da Carlo IV di Boemia e Malatesta Ungaro e le milizie comunali senesi. Gli imperiali, in sostegno del Monte dei Dodici e della consorteria Salimbeni epurarono il Monte dei Nove dalla coalizione di governo, ma durante i violenti scontri che ne seguirono per le vie di Siena soccombettero contro le formazioni armate fedeli al governo dei Riformatori. Tale clamorosa sconfitta tolse il presidio del vicario imperiale di stanza in Siena dal settembre 1368 e consolidò il regime che aveva nel Popolo minuto la sua fazione egemone. 

## Antefatti

### Caduta dei Dodici e i tumulti del 23 settembre

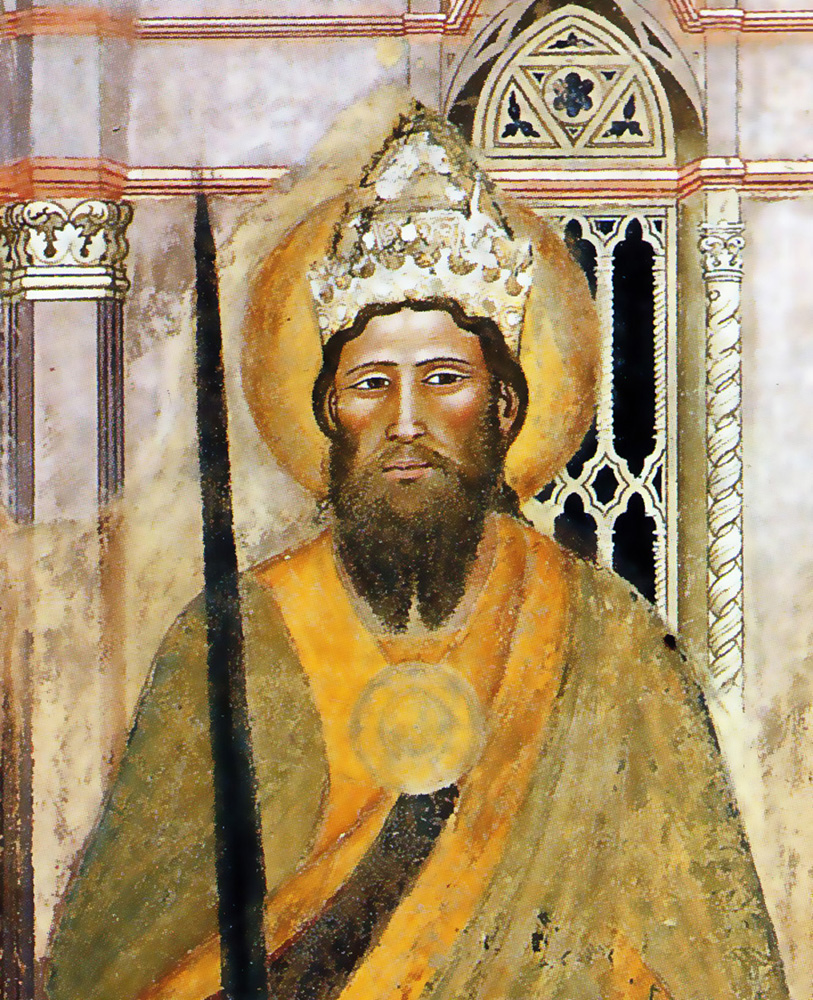
Carlo IV di Boemia, Imperatore del Sacro Romano Impero dal 5 aprile 1355 al 29 novembre 1378.

Come già accaduto nel 1355 con la rivolta contro il governo dei Nove e la seguente caduta del regime, la discesa in Italia nel 1368 di Carlo IV di Boemia, a Roma per ottenere l’incoronazione imperiale dalle mani papali, provocò in un regime quale quello dei Dodici già in evidente smottamento interno, i sintomi della fine. La notizia della calata dell'imperatore erano note sin dal 1367 e ciò che accadde il 2 settembre 1368 fu la fine di un'agonia prolungata.
Il 1368 segna infatti un periodo cruciale nella storia del secondo Trecento senese, che da un lato evidenziò il sempiterno protagonismo delle consorterie nobiliari, nonostante da quasi un secolo fossero stati esclusi dalle magistrature, e dall'altro un processo politico-sociale già in corso e che troverà proprio col regime che succederà ai Dodici piena affermazione: l'avanzata del Popolo minuto.
Complice la scomparsa dell'ingombrante Agnolino "Bottone" Salimbeni, vero mattatore della politica cittadina di quegli anni nei suoi inesauribili piani di ricerca di affermazione personale, fu una momentanea alleanza nobiliare a consentire «in breve e senza colpo di spada» un colpo di mano. Con la sobillazione nobiliare delle fasce popolari più basse cadde dunque quello che era stato il "governo artigiano" dei Dodici, quand'anche spesso ad appannaggio dell'alta borghesia cittadina. 
Il 2 settembre si formò così un governo di Consoli – così si nominarono i Grandi una volta al potere – espressione di dieci magnati e tre noveschi; una situazione di equilibrio che durò solo due settimane, a causa delle divisioni in seno ai nobili. 
Fu così che il 23 settembre i Salimbeni spinsero il popolo a un'azione di forza contro gli altri magnati. Di concerto coi dodicini appena deposti e in unione di Malatesta Ungaro, vicario imperiale giunto frettolosamente da Lucca, si scatenò un tumulto cittadino in cui «fuvvi grande e aspra battaglia»: la coalizione antinobiliare riuscì così a prevalere.

### I Riformatori e l'interregno del Malatesta
Se da una parte il Popolo minuto - muratori, falegnami, fabbri, ligrittieri, fornai e anche lavoratori della manifattura tessile - spingeva per una ulteriore radicalizzazione politica, dall'altra la reazione degli altri monti cittadini certo politicamente più navigati, premevano in senso opposto vedendo non certo di buon occhio tale allargamento della base sociale. Non solo: in nome del patto antinobiliare si trovarono provvisoriamente alleati vecchi nemici, coi dodicini costretti alla convivenza con gli odiati noveschi, spodestati un quindicennio prima e appena rientrati sulla scena in questo vasto “governo di coalizione” appena formatosi.
Il 28 settembre il nuovo e ampio "reggimento", coi tre monti (noveschi, dodicini e popolari minuti) riuniti in un Consiglio, prese il nome di Riformatori, organo assembleare di supporto al governo di 124 membri «col consenso del signore Malatesta»: 28 del Monte dei Nove, 35 dei Dodici e 61 del Popolo minuto. Inoltre tutte le commissioni furono fissate in una rappresentanza pressoché stabile e così ripartita: cinque (del Popolo Minuto), quattro (dei Dodici) e tre (dei Nove).
Se da una parte dunque vi fu una più ampia rappresentatività sociale, dall'altra permase un rapporto ambiguo con le consorterie nobiliari: i Salimbeni vennero infatti ricoperti di onori e ricompense: la donazione di sei castelli «per rimunerazione della bella opera aveano fatto» e un'identica immunità di quella riservata ai Signori Difensori (questo il nome che dal 23 ottobre presero i governanti) al potere. Probabilmente l'importanza loro riservata, che si evince anche dai documenti e dalle delibere in cui sono perennemente citati assieme al vicario imperiale –  «domino Malatesta et illis nobilibus de domo Salimbenensium» –  sono da leggersi come un tentativo da parte delle fazioni sempre più minoritarie nel neonato governo dei Riformatori (noveschi e dodicini) di bilanciare il crescente potere del Popolo minuto.

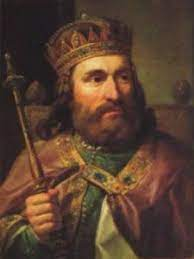
Malatesta Ungaro, vicario imperiale di stanza in Siena tra il settembre 1368 e il gennaio 1369.

D'altro canto anche lo stesso ruolo del Malatesta, inizialmente servito al governo in una sorta di "benedizione imperiale" del nuovo corso, iniziava a farsi problematico per più di un aspetto, poiché si temeva un'ingerenza sempre più marcata negli affari governativi: il rischio concreto era che la sua giurisdizione potesse surclassare quella degli stessi Riformatori. Difatti oltre agli omaggi formali e alla presenza occasionale nelle cerimonie, alla riscossione dei tributi, vi furono anche provvedimenti quali l'elezione di una commissione governativa che lo informasse quotidianamente sulle vicende interne dello Stato senese. Ed era sua l'autorità di concedere ai cittadini di portare o meno le armi. Inoltre lo stesso potere imperiale di stanza in città approvava ormai le varie delibere del nuovo regime. 
Altra questione che esacerbò gli animi già tesi per le divergenze di fazione fu la cessione all'amministrazione imperiale di alcune fortezze senesi, un provvedimento che creò un forte malumore popolare, tanto che lo stesso Malatesta ricercò subito un compromesso in cui si stabiliva che tale comando dei casseri fosse affidato solo a esponenti del Popolo minuto, e non a forestieri, che avrebbero governato per conto dell’Imperatore.
A questo dualismo di potere,  coi popolari minuti che non sembravano in grado di disfarsi né delle fazioni "alleate" tantomeno della supervisione imperiale,  si aggiungeva la non chiarita questione dei nobili sconfitti e di cui molti ormai in esilio dalla loro cacciata il 23 settembre. Se ai Salimbeni il nuovo regime aveva concesso enormi omaggi, rispetto ai magnati fuoriusciti e ostili c’erano da superare molti complessi problemi.
Non a caso il 25 ottobre, una disposizione imperiale intimava ai nobili il rientro, pena un'ammenda pecuniaria, ma la situazione era talmente contraddittoria che all'inizio di novembre il Comune fu costretto a dichiarare guerra alle famiglie più riottose: «è Talomei presero la terra di Montieri e Treguanda, è Malavolti Castiglioni, e per più luoghi comincioro i gentiliomini a guereggiare el contado di Siena».
Dunque il nuovo regime perseguiva una doppia politica: da un lato l'intenzione di venire a capo della ribellione magnatizia, dall'altro timidi tentativi di conciliazione. Fu in questo quadro caotico in cui il nuovo regime ricercò delle negoziazioni con le altre casate che i Salimbeni, assieme alle fazioni ormai minoritarie nei Riformatori, ricercheranno l'azione di forza che si consumerà in gennaio.

### I tumulti dell'11 dicembre 1368: il Popolo minuto diviene egemone
Il clima era talmente teso che una congiura (fallita) da parte del Monte dei Dodici per riprendere il potere assoluto è segnalata al 22 novembre, il che rende l'idea della violenta lotta di fazioni di quei mesi e che sfociò l'11 dicembre 1368 in una vera e propria insurrezione: «lunedì a dì xi di dicembre si levò uno romore in Siena, apensato per trattato di misser Malatesta e de' Dodici e de' Salimbeni con certi minuti di popolo per cacciare e uccidere li Nove; unde tutta la città s'armò col popolo minuto». 
La Cronaca di Donato racconta quindi in un confuso regolamento di conti tra fazioni un attacco del vicario imperiale, affiancato dai dodicini, dai Salimbeni e dal Popolo minuto contro il "partito" novesco; la riunione del Concistoro del medesimo giorno riporta invece i "minuti" come soli artefici: «Insurgentem ad rumorem in civitate Sen. Populo Minuto et facto tumulto et clamore maximo».
A prescindere da chi effettivamente abbia acceso la miccia della rivolta, si evidenziò da subito un protagonismo estremo dei popolari minuti: la città si armò in loro sostegno, precipitandosi al palazzo pubblico e appiccando il fuoco alle porte. Infine «il suddetto popolo con massimo furore dispose l’Ufficio dei detti Signori ed espulse dal palazzo sette di loro, cioè tre della gente dei Nove et tre della gente dei Dodici, rimanendo in palazzo cinque dei detti Signori che erano del Popolo minuto. Venne poi in Palazzo il Signor Malatesta, che era vicario imperiale».
Dopo l'insurrezione si assistette alla cacciata dal governo di tutti i rappresentanti degli altri monti a eccezione dei rappresentanti dei "minuti" (un qualcosa che si ripeterà in modo identico nel 1371 dopo l'insurrezione degli operai della lana e la sommossa del Bruco), tanto che il Malatesta fu obbligato a esaudire in toto le richieste dei radicali: «se non si procede a tale riforma, continua il romore e il tumulto accompagnati da uccisioni ed altri delitti enormi».
Furono pertanto nominati diciotto Riformatori, ai quali si sommano i cinque Signori rimasti a palazzo e quattro Salimbeni. Proprio dietro proposta di un Salimbeni, Reame, fu stabilito di comporre l’ufficio supremo di Quindici Signori chiamati “Difensori del Popolo di Siena”, tutti provenienti dai ranghi del popolo minuto.

## Lo scontro

### Le cause
A seguito della rivolta antinobiliare del 23 settembre e dei moti dell'11 dicembre si era così giunti a una sostanziale egemonia del Popolo minuto all'interno del nuovo regime succeduto ai Dodici. Se nei primi mesi del governo dei Riformatori, le altre due fazioni (anch'esse in lotta tra di loro) non erano riuscite ad arrestare l'accesso degli strati più bassi della popolazione verso le magistrature comunali, lo stesso un governo che facesse convivere in pace i tre monti politici si rivelò un'illusione. 
Il 19 gennaio dunque i dodicini, assieme agli onnipresenti Salimbeni sfidarono apertamente il nuovo regime col palese intento di rovesciarlo. L'occasione propizia per i cospiratori si manifestò con una nuova presenza in città dell'imperatore Carlo IV di Boemia, stanziato in Siena dal 22 dicembre 1368 e in attesa della riscossione dei tributi per i quali il governo era ancora pendente. Del resto già altre volte la presenza imperiale in città aveva dato l'avvio a sommovimenti e cambi di regime.
Le cause che portarono il regime, nella sua fazione radicale, allo scontro come gli imperiali furono molteplici: il 12 gennaio il Consiglio generale (o della Campana) affrontò nuovamente il problema dei pagamenti che il comune doveva all'impero, inoltre restava la spinosa questione delle fortezze cedute il mese precedente al Malatesta, non senza remore. Oltre a ciò vi era la voce di una possibile reggenza di un nuovo vicariato imperiale, quella del cardinale di Bologna giunto in città il 31 dicembre, atta a limitare la sovranità dello Stato senese; in un tentativo di ritrovare l'egemonia politica perduta prontamente i Dodici appoggiarono questa opzione: «egli il Cardinale venia per la tenuta di Siena» così i dodicini «cominciaro a dire palesemente che, a volere ben vivare a Siena, era di necessità un signore naturale, e che la Chiesa era santa».
Oltre alla lotta contro il regime egemonizzato ormai dal Popolo minuto, il partito dei Dodici, spaziava in un'offensiva a tutto campo anche con l'altro monte, quei Nove proprio da loro spodestati nel 1355 e da qualche mese ritornati fra i protagonisti della vita politica senese. Infatti il 26 dicembre, immediatamente dopo l'arrivo imperiale, alcuni dodicini avevano presentato una petizione in Consiglio gridando «Justizia, Justizia»; con l’appoggio dei Salimbeni che «rimbrottavano e minacciavano» chi difendeva i Nove, l’imperatore chiese che fosse convocata una riunione al fine di chiarire la confusa situazione politica. Nell’assemblea, degli 852 rappresentanti «di popolo d'ogni generazione», ben 709 respinsero però l’iniziativa per l'estromissione novesca di Dodici e Salimbeni, «che rimasero scornati tutta quella brigata e intesero a più nuovi trattati».
Trattati che puntualmente si materializzarono col colpo di mano e la battaglia della Croce del Travaglio.

### La battaglia

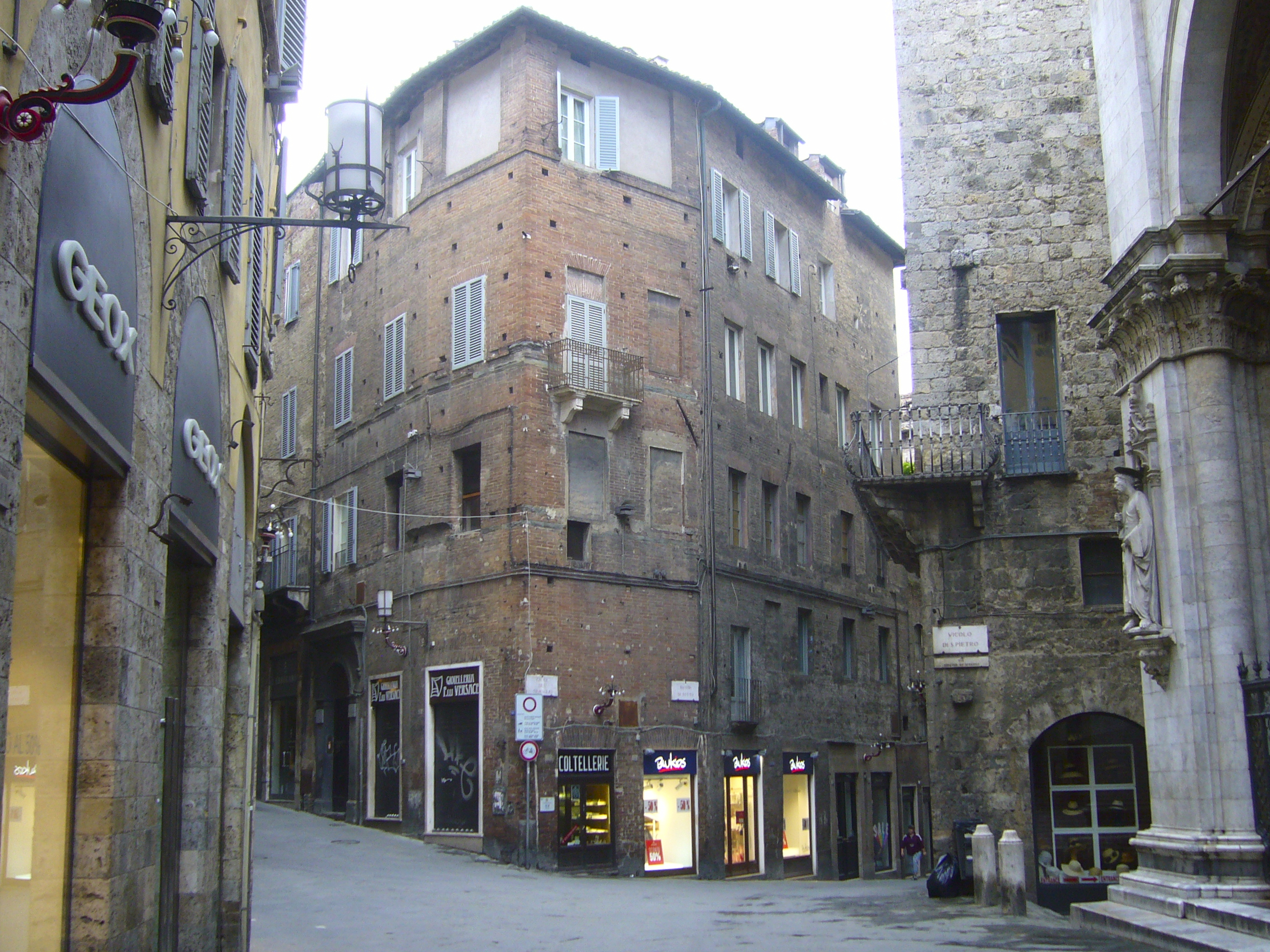
Croce del Travaglio, principale trivio viario della città dove ebbe luogo la battaglia.

La mattina del 19 gennaio 1369 i congiurati -la fazione dodicina con la consorteria Salimbeni, sostenuti dalle forze imperiali del vicario Malatesta e dallo stesso imperatore-attaccarono i nemici politici con la probabile intenzione di affossare il governo dei Riformatori.
Nonostante la battaglia sia raccontata dall'epos come uno scontro ben delineato tra la Repubblica di Siena nella sua interezza e il Sacro Romano Impero, anche le cronache del tempo riportano come la lotta politica tra le fazioni dello Stato senese sia l'aspetto principale o quantomeno fondamentale dello scontro: «questo trattato fero i Dodici per essare signori, e intesersi co' lo 'mperadore e con misser Malatesta e avealli promesso molta moneta».
Difatti in un primo momento la furia dei ribelli andò in caccia dei nemici politici inquadrati nei noveschi, dapprima stanandoli dalle loro abitazioni sparse nei vari quartieri cittadini, dopodiché la numerosa compagine di sediziosi assieme alle truppe imperiali raggiunse il Campo. Il Malatesta stesso, in armi e a cavallo, comandante delle truppe imperiali entrò nel palazzo comunale per farsi consegnare i rappresentanti dei Nove. Data la situazione ormai critica, credutisi ormai sconfitti, i noveschi uscirono dal palazzo di loro iniziativa, mentre restavano nelle sale del potere al momento i quattro rappresentanti dei Dodici e i cinque popolari minuti.
La spallata, almeno contro la fazione novesca, sembrava andata a buon fine, tanto che i tremila cavalieri in forze dell'Imperatore controllavano il Campo di Siena e le vie strategiche adiacenti. E anzi Reame e Giovanni Salimbeni già presentavano i loro omaggi all'imperatore, con Carlo cintosi con la barbuta e su di essa una ghirlanda che si apprestava a uscire dalla piazza diretto proprio alla casata Salimbeni.
Ben presto però iniziò nei popolari minuti a insinuarsi il sospetto che la cacciata dei Nove fosse un pretesto per un vero e proprio cambio di regime. Così il Popolo minuto, convinto dell'azione dei nemici politici contro il governo passò al contrattacco. 

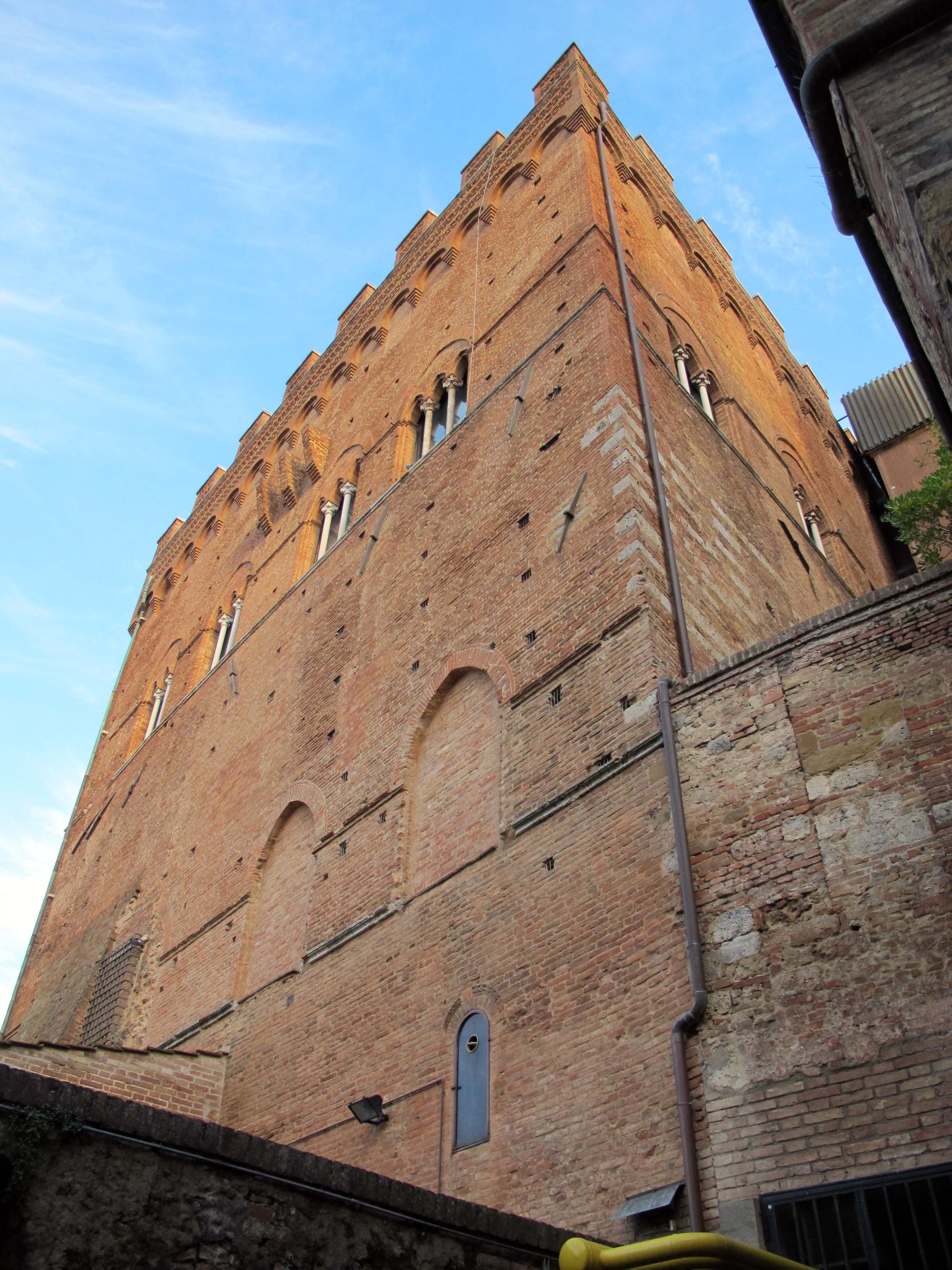
Palazzo Salimbeni, al suo interno si fortificarono le milizie di Carlo IV per salvare la vita dell'Imperatore durante la rotta seguita alla battaglia.

«È signori Difensori e 'l popolo per spirazione di Dio s'avidero del tradimento, e subito cominciaro la battaglia co* loro, e combatteano in più luoghi nel Campo». 
Il capitano del popolo, Matteino di ser ventura da Mensano, in quel momento all'interno del palazzo pubblico suonò la campana del palazzo e uscì per combattere al momento con poche forze. Ben presto però si radunò la milizia civica fedele al regime e una moltitudine di folla, mentre la battaglia infuriava dal Campo alla Croce del Travaglio. Perduta la bandiera imperiale e ucciso il bandieraio le forze di Carlo IV sbandarono, nonostante i combattimenti continuassero verso la piazza Tolomei dove gli imperiali riuscirono momentaneamente a ricompattarsi. La battaglia continuò poi in modo cruento per ore, «con molti morti e feriti di Boemia». 
Fu allora mandato un messo dei Salimbeni, per conto dell'imperatore, con un ramoscello di olivo in mano per fermare le ostilità, ma fu rifiutato dal capitano del popolo. A fine della giornata gli imperiali erano rotti e cacciati e trovarono rifugio proprio nei palazzi della consorteria Salimbeni, dove però furono assediati.
Il conto dei morti imperiali era salito intanto a 400 uomini, tra i quali un nipote di Carlo; moltissimi feriti tanto che «tutti li spedali ne erano pieni senza numaro». Furono poi requisiti agli uomini del Sacro Romano Impero 1200 cavalli. Nel mentre che l'imperatore accusava le fazioni senesi ostili al regime e i Salimbeni di averlo ingannato («E così per li malvagi consigli rimase lo 'mperadore al tutto vituperato e disfatto») altri congiurati erano fuggiti e un altro nipote ferito aveva riparato a Lucca.
Il Malatesta si prodigò in scuse tanto che riuscì ad avere il perdono, rientrando in lacrime dalla Porta di San Prospero, mentre i membri noveschi precedentemente espulsi dal governo venivano intanto riaccolti trionfalmente. Il capitano del popolo però proibì che si desse ulteriore assistenza all'imperatore tanto che anch'egli si profuse in una pletora di scuse: «lo 'mperadore rimase solo solo co' la magior paura che mai avesse alcuno gattivo. El populo el guardava e egli piangeva e scusavasi, abraciava e baciava ogni persona che a lui andava, e diceva: Io so' stato tradito da misser Malatesta e da misser Joanni e da' Salimbeni e da' Dodici».
Dopo altri patteggiamenti venne concessa salva la vita all’Imperatore il 25 gennaio 1369, con l'accordo che il comune avrebbe pagato i debiti pendenti in tre rate dal 1369 sino all'agosto 1371. Tali accordi ebbero una natura solenne, con Carlo IV che concesse col sigillo d'oro i privilegi imperiali alla città di Siena. L'imperatore e le sue truppe superstiti poterono così uscire dalla città tornare a Praga.

### Conseguenze
Essendo stato lo scontro fomentato soprattutto dalle faide politiche interne alle fazioni senesi, i provvedimenti dei Riformatori dei giorni seguenti cercarono una politica di conciliazione per perseguire una tregua. 
Nonostante ciò le congiure, come già era stato per il tempo del governo dodicino, continuarono anche per il nuovo "reggimento" dei Riformatori e passato nemmeno un mese, il 5 febbraio, fu denunciata un nuovo trattato per rovesciare i Riformatori. Lo stesso il 16 un nuovo «romore» dei Salimbeni e dei Dodici costrinse i noveschi alla fuga dalla città. La situazione era tale che «così al tutto era morta ogni ragione e ogni justizia nella città di Siena per operatione de' Salimbeni e de' Dodici».
A ciò si aggiungeva l'irrisolta questione del conflitto coi magnati, che ormai si protraeva da mesi. Grazie a un'ambasceria fiorentina alla fine si ottenne - anche grazie ad ampie concessioni fatte ai magnati accompagnate da vere e proprie repressioni armate del comune contro bande di nobili ribelli - una pace che sembrò duratura. Il 3 luglio 1369 la tregua fu formalmente ratificata dando almeno momentaneamente al regime dei Riformatori una parvenza di normalità; questo prima che nuovi[problemi sociali e poi politici passati alla storia come la Rivolta di Barbicone si palesassero sin dall'anno seguente.

## Conclusioni
La battaglia della Croce del Travaglio può avere una duplice lettura: quella che vede la difesa dello Stato senese della sua sovranità e indipendenza e, d'altro canto, una visione forse più pragmatica degli eventi che, nella pur clamorosa sconfitta delle truppe imperiali, inserisce lo scontro nella tragica e violenta lotta tra fazioni che sconvolse la repubblica di Siena nel trentennio dalla caduta dei Nove (1355) a quella dei Riformatori (1385). In un ambito di mai sopito protagonismo nobiliare, guerra per bande e avanzata politico-sociale del Popolo minuto è forse più coerente collocare il grande scontro armato.